# Mariano La Via
Mariano Vincenzo La Via (Nicosia, 3 aprile 1868 – Roma, 16 maggio 1931) è stato un politico, avvocato e glottologo italiano.

## Biografia
Figlio del nobile Mariano senior e di Alfonsina Bonelli – discendente dell'antica famiglia aristocratica dei La Via della città di Nicosia, dal 1860 al 1927, territorio della provincia di Catania –, Mariano Vincenzo La Via si laureò in giurisprudenza all'Università di Palermo. Fu amico e sodale collaboratore di Giuseppe Pitrè, storico di folclore e di tradizioni popolari in Sicilia; vicesegretario (1890) dell'Archivio storico siciliano, organo della Società Siciliana per la Storia Patria di Palermo, del quale Pitrè fu fra l'altro consigliere.
Fu socio e vicebibliotecario del «Circolo giuridico» di Palermo, presieduto da Luigi Sampolo. Nel 1891 partecipò alle selezioni del concorso per la cattedra di Diritto amministrativo e Scienza dell'amministrazione nella R. Università di Siena. Nel 1896 venne ringraziato nel volume di Pitrè, Medicina popolare siciliana (pagg. XVII-XVII, nota 2), per le aree di sua competenza (Nicosia e Nissoria).
Munito di una buona conoscenza linguistica, La Via divulgò due dei suoi scritti pioneristici che il glottologo Giacomo De Gregorio accolse come fondamentali per la conoscenza del "niconosiano", oggi una minoranza etno-linguistica di interesse nazionale. Negli «Studi glottologici italiani» appaiono, infatti, nel 1899 un saggio sul Vocalismo del dialetto galloitalico di Nicosia in Sicilia, e nel 1901 il saggio complementare su Il consonantismo del dialetto galloitalico, ricostruendo le origini delle prime colonie lombarde in Sicilia. Raccolse e studiò originali documenti del vernacolo nicosiano, alla ricerca di proverbi, novelle, giochi tradizionali, usi popolari, motti satirici e burleschi, testimonianze puntualmente riportate nei suoi scritti.
Non mancano, tuttavia, taluni problemi intorno ai primi scritti del 1886: infatti, secondo il linguista Carmelo C. Trovato dell'Università di Catania, curatore del quinto volume del Vocabolario Siciliano (Si-Z) (2002), le raccolte di La Via relative al dialetto di Nicosia – in totale 118 proverbi e 13 modi di dire – sono dotate della traduzione italiana, ma sono piuttosto approssimative le trascrizioni del dialetto. Successivamente, il poeta Carmelo La Giglia (1862-1922) gli dedicherà la sua raccolta di poesie Musa Vernacola, pubblicata nel 1908.
La Via ebbe una rapida ascesa politica. Dapprima, negli anni 1902 e 1903, ricoprì l'incarico di Ispettore per i Monumenti e gli scavi di antichità del circondario di Nicosia. Quindi, fu membro effettivo del Consiglio Provinciale catanese nel 1905. Nello stesso anno fu nominato «prosindaco» di Nicosia. Fu, inoltre, per alcuni anni (1905-1909), il direttore responsabile della testata giornalistica L'Eco dei Monti, settimanale di Nicosia e del circondario, particolarmente polarizzato sulle sorti del tratto ferroviario Paternò-Nicosia e sul fenomeno migratorio. Assunse, fra l'altro, l'incarico di presidente del "Consorzio agrario cooperativo" di Nicosia, istituito nel 1907.
Più tardi, ricoprì la carica di deputato del Regno d'Italia nel 1909 e nel 1913 per due legislature consecutive, eletto nel circondario di Nicosia. Una scelta non casuale: fu il deputato uscente on. Angelo Majorana Calatabiano, professore universitario e Ministro, a preferire il collegio di Ragusa, lasciando vacante il collegio di Nicosia.
Fra i suoi 6 figli nati dal matrimonio con Aurora Pantano – nipote del ministro Edoardo Pantano–, il primogenito Vincenzo La Via, allievo di Giovanni Gentile, divenne un filosofo rosminiano.

## Opere
Nelle pubblicazioni a stampa era solito comparire con il nome di «Mariano La Via Bonelli»:
Articoli
- Proverbi nicosiani di Sicilia, in Archivio per lo Studio delle Tradizioni popolari, V, 1886,  pp. 68-74.
- Nuova raccolta di proverbi nicosiani di Sicilia, in Archivio per lo Studio delle Tradizioni popolari, V, 1886,  pp. 549-555.
- Novelle popolari nicosiane di Sicilia, in Archivio per le tradizioni popolari, VI, 1887,  pp. 98-112.
- Giuochi fanciulleschi nicosiani di Sicilia, in Archivio per lo Studio delle Tradizioni popolari, VI, 1887,  pp. 410-432.
- Usi festivi e religiosi del popolo nicosiano di Sicilia, in Archivio per lo Studio delle Tradizioni popolari, VII, 1888,  pp. 504-517.: (la seconda parte fu pubblicata nel num.: VIII, 1889, pp. 113-119)
- L'ultima opera di Giuseppe Pitrè, Palermo, Tip. del Giornale di Sicilia, 1889.
- Pel sistema del diritto e della scienza dell'amministrazione, in Antologia Giuridica, V, Catania, 1891,  pp. 613-624.
- Per la inaugurazione della Cerere, società tra i borgesi nicosiani: discorso dell'avv. Mariano La Via-Bonelli, pronunziato la mattina del 12 giugno 1892 nel teatro comunale di Nicosia, Palermo, Tip. del Giornale di Sicilia, 1892.
- Quistioni sistematiche di diritto amministrativo, in Archivio di diritto pubblico, III, n. 1, gennaio-febbraio 1893.
- Rivalità e lotte tra Mariani e Nicoleti in Nicosia di Sicilia: a proposito di un contratto di pace del sec. 14., in Archivio Storico Siciliano (ora ASS): pubblicazione periodica per cura della Scuola di paleografia di Palermo, vol. 23, n. 3-4, 1898,  pp. 478-515.
- Memorie originali. Le così dette « Colonie Lombarde » di Sicilia: studj storici e filologici / Parte 1: Storia, letteratura e bibliografia, in ASS, vol. 24, n. 1-2, Palermo, 1899,  pp. 1-35.: (con bibl.)
- Il vocalismo del dialetto gallo-italico di Nicosia in Sicilia, in Studi glottologici italiani, I, Torino, 1899,  pp. 222ss.
- Il consonantismo del dialetto gallo-italico di Nicosia in Sicilia, in Studi glottologici italiani, II, Torino, 1901,  pp. 115-128.
- Discorsi commemorativi pel 25. anniversario della morte di s.m. Vittorio Emanuele II, 1.° re d'Italia, pronunciati il 9 gennaro 1903 nel Teatro Comunale dai signori avv. cav. Mariano La Via e Stumpo-Ferrara Beniamino per iniziativa della Società di m.s. fra gli operai di Nicosia ..., Nicosia, Unione Tipografica, 1903.
- La nostra Guerra: Discorso pronunziato nel Teatro comunale di Nicosia la sera del 23 Ottobre 1915, Nicosia, Tip. Del Lavoro, 1916.

Recensioni
- V. Wautrain-Cavagnari, Elementi di scienza dell'amministrazione, in Il Circolo Giuridico, vol. 21, 189?,  pp. 504-517.

Volumi
- Motteggi popolari nicosiani e sperlinghesi, Palermo, F.lli Vena, 25 marzo 1891.: (per le Nozze Silvestri-Marino)
- Prenozioni di diritto amministrativo e scienza dell'amministrazione, Catania, R. Tipografia Pansini, 1891.

Curatele (postume)
- Salvatore C. Trovato (a cura di), Le novelle popolari nicosiane di Mariano La Via Bonelli, Enna, Il lunario, 2005.

Discorsi e interventi in Parlamento
- Discorsi vari: indice (compreso: Morte del senatore Pitrė, pp. 10139)